# 5 maart
5 maart is de 64ste dag van het jaar (65ste dag in een schrikkeljaar) in de gregoriaanse kalender. Hierna volgen nog 301 dagen tot het einde van het jaar.

## Gebeurtenissen
- Algemeen
  - 1760 - Prinses Carolina van Oranje-Nassau huwt in de Grote Kerk te Den Haag met vorst Karel Christiaan van Nassau-Weilburg.
  - 1966 - Een Boeing 707 van de Britse maatschappij BOAC stort neer op de berg Fuji, Japan, 124 mensen komen om.[1]
  - 2022 - Met een explosie wordt de 155 m hoge schoorsteen en een gedeelte van een bijgebouw van de voormalige steenkolencentrale van Electrabel in Nijmegen, opgeblazen.[2]

- Criminaliteit en veiligheid
  - 2003 - Zestien personen, onder wie de dader, vinden de dood bij een zelfmoordaanslag op een autobus in Haifa.

- Economie
  - 2024 - Volgens de Billionaires Index van persbureau Bloomberg is Jeff Bezos (o.a. Amazon) opnieuw de rijkste mens op Aarde. Hij neemt de koppositie over van Elon Musk (o.a. Tesla).[3][4][5]
  - 2024 - Het Centraal Bureau voor de Statistiek maakt bekend dat de Nederlandse economie in 2023 voor het eerst groter was dan 1 biljoen Euro. Volgens het Bureau was de niet voor prijsstijgingen gecorrigeerde waarde van het bruto binnenlands product 1,033 biljoen euro, waarmee de Nederlandse economie in grootte de 18e van de wereld is.[6]

- Media
  - 1962 - Oprichting van Nieuwspoort met als doel een ontmoetingsplaats voor informatie-uitwisseling en nieuwsverwerking te zijn.

- Oorlog
  - 363 - Keizer Julianus Apostata vertrekt uit Antiochië met een Romeins expeditieleger (90.000 man) en steekt bij Hierapolis met een pontonbrug de Eufraat over. Zijn neef Procopius valt met een tweede legermacht (30.000 man) Armenië binnen.
  - 1824 - Eerste Birma-oorlog: Het Verenigd Koninkrijk verklaart officieel de oorlog aan Birma.
  - 1940 - Jozef Stalin ondertekent het bevel om duizenden Poolse krijgsgevangenen om te brengen (Bloedbad van Katyn).
  - 1998 - Servische troepen doden in Prekazi 58 leden van de Jashari-clan, onderdeel van Kosovo Bevrijdingsleger (UCK) en geven daarmee het startsein van de Kosovo-oorlog.
  - 2016 - De Taliban boycotten het geplande vredesoverleg met Afghanistan, Pakistan, de Verenigde Staten en China. De radicaal-islamitische beweging wil niet onderhandelen zolang er Amerikaanse troepen in Afghanistan zijn die de regering in Kabul steunen bij militaire acties tegen opstandelingen.

- Politiek
  - 1821 - James Monroe wordt beëdigd voor een tweede termijn als 5e President van de Verenigde Staten.
  - 1827 - Rusland verkrijgt Balkarië, zijn eerste bezitting in de Kaukasus.
  - 1849 - Zachary Taylor wordt beëdigd als 12e President van de Verenigde Staten.
  - 1877 - Rutherford B. Hayes wordt beëdigd als 19e President van de Verenigde Staten.
  - 1917 - Woodrow Wilson wordt beëdigd voor een tweede termijn als President van de Verenigde Staten.
  - 1918 - De Sovjet-Unie verruilt Petrograd als hoofdstad voor Moskou.
  - 1931 - Daniel Salamanca Urey wordt president van Bolivia.
  - 1931 - Sir Oswald Mosley richt in Londen een fascistische partij op; de latere British Union of Fascists.
  - 1946 - Als eerste staatsman van de geallieerde bevrijders spreekt Winston Churchill over het IJzeren Gordijn in zijn speech in het Westminster College in Fulton, Missouri. Dit wordt gezien als het begin van de Koude Oorlog.
  - 1969 - Verkiezing van Gustav Heinemann tot derde bondspresident van West-Duitsland.
  - 1980 - Aankomend premier Robert Mugabe (ZANU-PF) van Zimbabwe en Joshua Nkomo (Patriottisch Front) sluiten een akkoord over de vorming van een coalitieregering.
  - 2024 - Super Tuesday in de Verenigde Staten. In vijftien staten mogen kiezers in voorverkiezingen stemmen op hun favoriete Democratische- of Republikeinse presidentskandidaat voor de aanstaande presidentsverkiezingen in november.[7]
  - 2024 - In China begint het jaarlijkse Volkscongres waaraan dit jaar 2872 afgevaardigden meedoen. Een belangrijk gespreksonderwerp is de Chinese economie die volgens premier Li Qiang dit jaar met ongeveer vijf procent zou moeten groeien.[8][9]

- Recreatie
  - 2007 - Tijdens de bouw van de achtbaan Troy in Attractiepark Toverland stort een deel van de bouwconstructie in.

- Religie
  - 1973 - Paus Paulus VI creëert dertig nieuwe kardinalen, onder wie de Italiaanse patriarch van Venetië Albino Luciani.
  - 2001 - 35 Islamitische pelgrims komen om tijdens de jaarlijkse Hajj.

- Sport
  - 1990 - Oprichting van de Moldavische voetbalclub Agro Chisinau.
  - 2016 - Michael van Gerwen gooit tijdens de Open Britse Kampioenschappen een 9-darter. Wereldkampioen Gary Anderson werd uitgeschakeld door qualifier Barry Lynn.
  - 2019 - AFC Ajax behaalt een historische uitoverwinning in en tegen Real Madrid in de Achtste finale van de Champions League. Het werd een 1-4 winst voor Ajax.
  - 2022 - De Nederlandse teamsprintsters, Dione Voskamp, Jutta Leerdam en Femke Kok, prolongeren bij de Wereldkampioenschappen schaatsen sprint 2022 in het Noorse Hamar de wereldtitel. De Poolse en Noorse sprintsters completeren het erepodium.[10]
  - 2022 - De Nederlandse teamsprinters, Merijn Scheperkamp, Kai Verbij en Thomas Krol, prolongeren niet opnieuw de wereldtitel bij de Wereldkampioenschappen schaatsen sprint 2022 in het Noorse Hamar. De Noren pakken de winst en de Polen zijn net iets sneller dan de Nederlanders.[10]
- Wetenschap en technologie
  - 1558 - Francisco Fernandes brengt tabak naar Europa.
  - 1836 - Samuel Colt maakt de eerste revolver voor massaproductie (.34-kaliber).
  - 1979 - Ruimtesonde Voyager 1 passeert de planeet Jupiter op een kortste afstand van minder dan 300000 km en zendt foto's van deze planeet naar de aarde.[11]
  - 1982 - Landing van de Venera 14 ruimtesonde van de Sovjet-Unie op de planeet Venus. Binnen een uur bezwijkt het apparaat onder de barre omstandigheden.[12]
  - 2022 - De periodieke komeet 9P/Tempel bereikt het perihelium van zijn baan rond de zon tijdens deze verschijning.[13]
  - 2024 - Lancering van een Falcon 9-raket van SpaceX vanaf Kennedy Space Center Lanceercomplex 40 voor de Starlink Group 6-41-missie met 23 Starlink-satellieten.[14]
  - 2024 - Ongeveer 27 uur na lancering van de Crew-8 missie koppelt het Dragon ruimtevaartuig Endeavour met het ISS.[15]
  - 2024 - Copernicus, het aardobservatieprogramma van de Europese Unie, maakt bekend dat februari 2024 wereldwijd de warmste februarimaand is die tot nu toe is gemeten met een temperatuur die 0,12 °C hoger ligt dan de voorgaande warmste februari, die van het jaar 2016. Het is de 9e maand op rij die recordwarm is verlopen. Ook de wereldwijde gemiddelde temperatuur van het zeeoppervlak was recordhoog.[16]
  - 2024 - Een eruptie van een filament op de Zon veroorzaakt een coronal mass ejection die grotendeels niet de Aarde zal raken, maar wel voor een geomagnetische storm kan zorgen.[17]

## Geboren

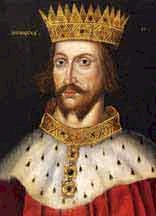
Hendrik II
geboren in 1133

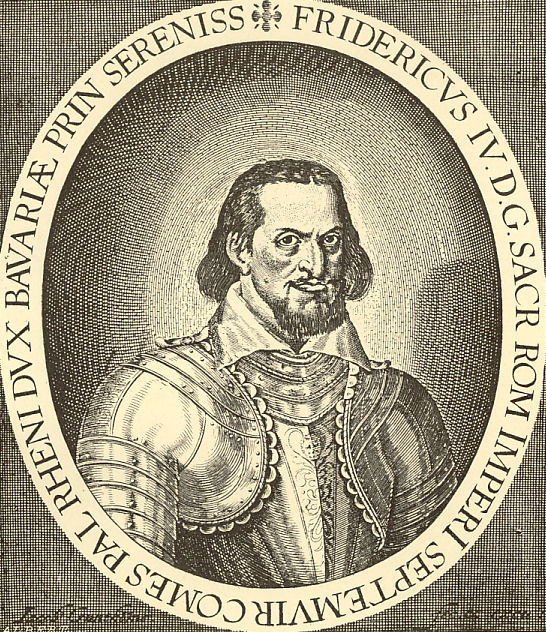
Friedrich IV
geboren in 1574

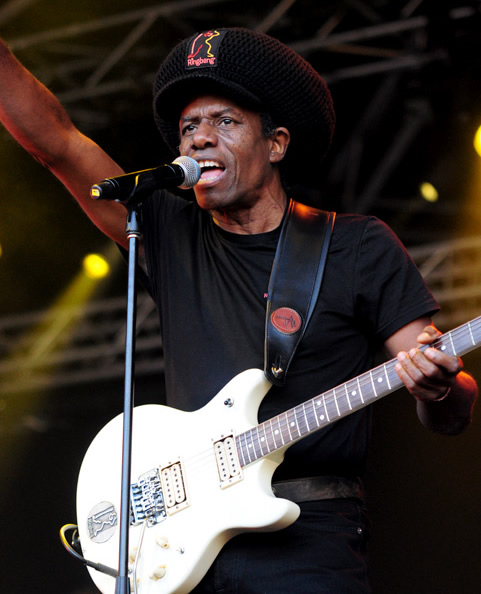
Eddy Grant
geboren in 1948

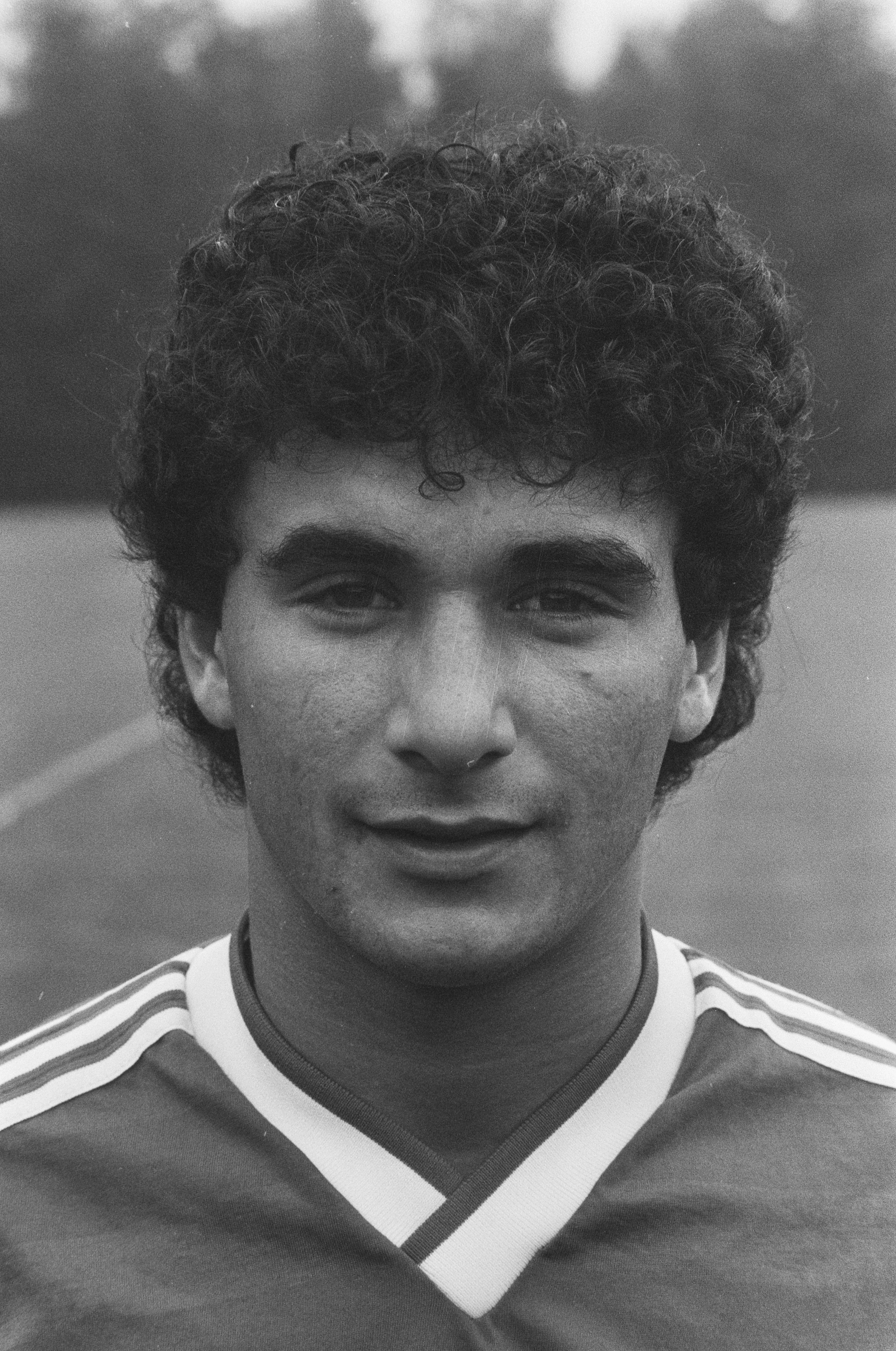
Gerald Vanenburg
geboren in 1964

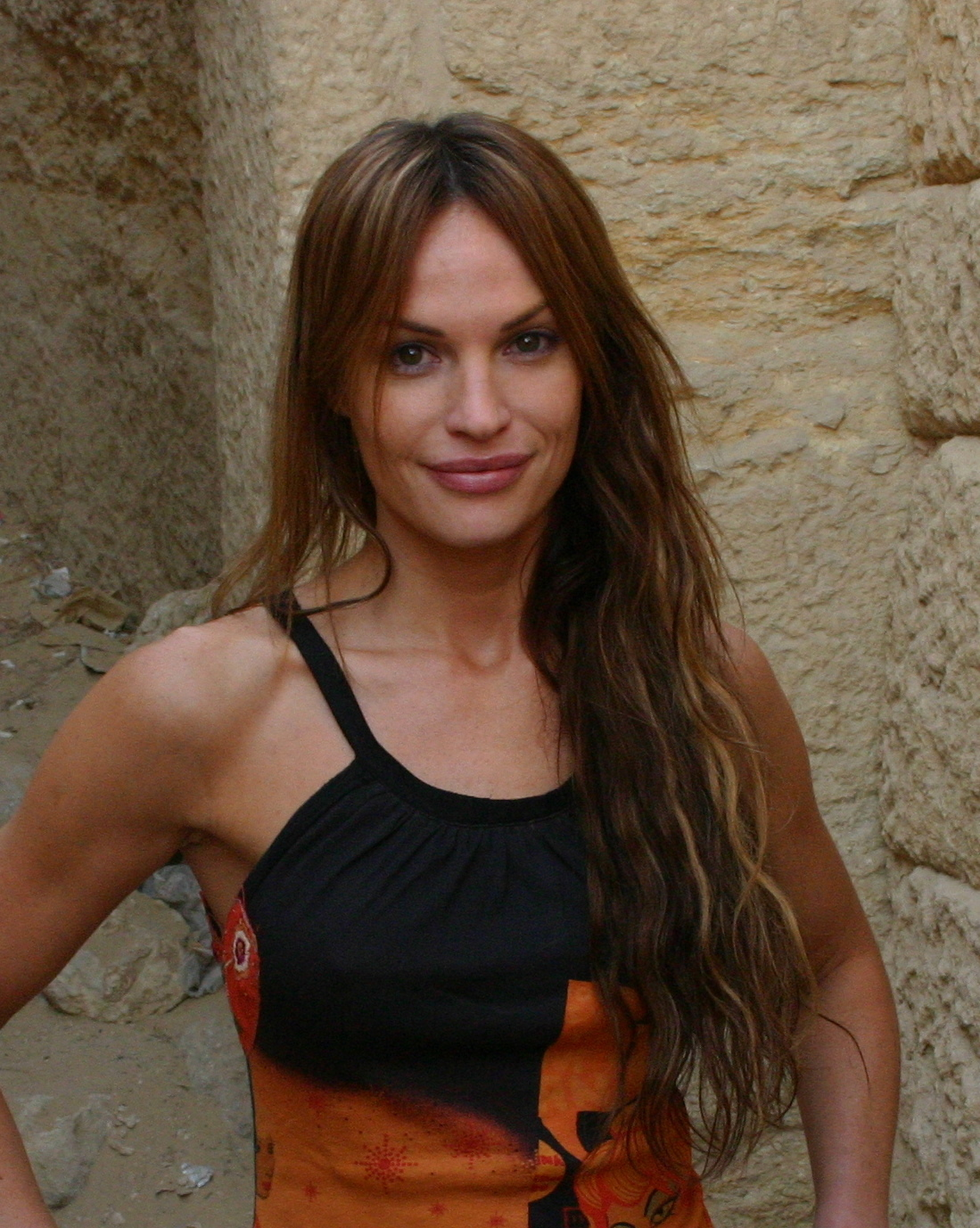
Jolene Blalock
geboren in 1975

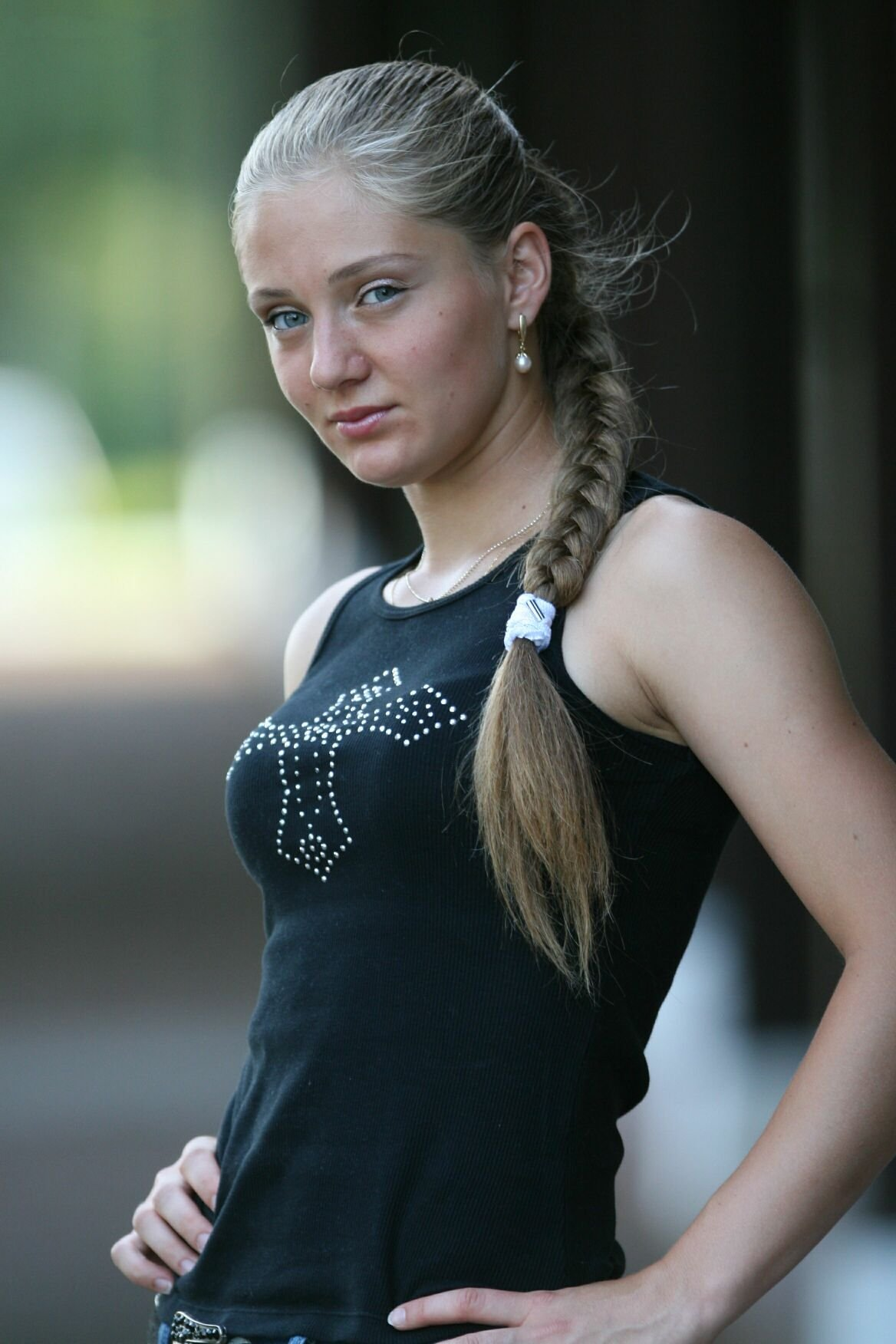
Anna Tsjakvetadze
geboren in 1987

- 1133 - Hendrik II, koning van Engeland (overleden 1189)
- 1224 - Cunegonda van Polen, groothertogin-gemalin van Polen, heilige (overleden 1292)
- 1324 - David II, koning van Schotland (overleden 1371)
- 1512 - Gerard Mercator, Belgisch cartograaf (overleden 1594)
- 1574 - Frederik IV, keurvorst van de Palts (overleden 1610)
- 1637 - Jan van der Heyden, Noord-Nederlands schilder, tekenaar, etser en uitvinder (overleden 1712)
- 1696 - Giambattista Tiepolo, Italiaans kunstschilder (overleden 1770)
- 1751 - Jan Křtitel Josef Kuchař, Sloveens componist, organist en klavecinist (overleden 1829)
- 1799 - Nicolas Bosret, Belgisch componist en organist (overleden 1876)
- 1837 - Lodewijk Dommers, Nederlands bestuurder en ondernemer (overleden 1908)
- 1854 - Ruth Belville, Brits ondernemer (overleden 1943)
- 1871 - Rosa Luxemburg, Pools politica, filosofe en revolutionair (overleden 1919)
- 1874 - Arthur van Schendel, Nederlands schrijver (overleden 1946)
- 1876 - Édouard Belin, Frans uitvinder (overleden 1963)
- 1878 - Hendrik Johan Versteeg jr., Nederlands politiecommissaris (overleden 1954)
- 1879 - William Beveridge, Brits econoom (overleden 1963)
- 1882 - Johannes Berg-Hansen, Noors zanger en dirigent (overleden 1970)
- 1882 - Dora Marsden, Engels feministisch filosoof (overleden 1960)
- 1886 - Paul Radmilovic, Brits waterpoloër en zwemmer (overleden 1968)
- 1888 - Friedrich Winkler, Duits kunsthistoricus en museumdirecteur (overleden 1965)
- 1894 - Josep Maria de Sagarra i de Castellarnau, Catalaans dichter, romanschrijver, dramaturg, journalist en vertaler (overleden 1961)
- 1897 - Song Meiling, Chinees echtgenote van politicus Chiang Kai-shek (overleden 2003)
- 1898 - Zhou Enlai, Chinees premier (overleden 1976)
- 1898 - Misao Okawa, Japans honderdplusser, de oudste erkende levende mens ter wereld (overleden 2015)
- 1898 - Frits Slomp, Nederlands predikant en verzetsstrijder (overleden 1978)
- 1899 - Jozef Cleymans, Belgisch priester (overleden 1938)
- 1903 - Janus Braspennincx, Nederlands wielrenner (overleden 1977)
- 1903 - Frans Mikkenie, Nederlands circusdirecteur (overleden 1954)
- 1904 - Karl Rahner, Duits theoloog (overleden 1984)
- 1908 - Rex Harrison, Brits acteur (overleden 1990)
- 1910 - Momofuku Ando, Taiwanees-Japans ondernemer (overleden 2007)
- 1910 - Iustin Moisescu, Roemeens hoogleraar en geestelijke (overleden 1986)
- 1911 - Nils Eriksen, Noors voetballer (overleden 1975)
- 1914 - Ernie Lyons, Iers motorcoureur (overleden 2014)
- 1915 - Laurent Schwartz, Frans wiskundige (overleden 2002)
- 1918 - James Tobin, Amerikaans econoom (overleden 2002)
- 1920 - Bob Janse, Nederlands voetbalcoach (overleden 2008)
- 1920 - Florent Luyten, Belgisch atleet
- 1920 - Jim Mayes, Amerikaans autocoureur (overleden 1970)
- 1922 - James Noble, Amerikaans acteur (overleden 2016)
- 1922 - Pier Paolo Pasolini, Italiaans dichter, schrijver en filmregisseur (overleden 1975)
- 1924 - Harrie Biessen, Nederlands dirigent en pianist (overleden 1968)
- 1924 - Edy Korthals Altes, Nederlands diplomaat, vredesactivist en publicist (overleden 2021)
- 1925 - Renato De Sanzuane, Italiaans waterpolospeler (overleden 1986)
- 1925 - J.A.A. van Doorn, Nederlands socioloog, publicist, columnist en hoogleraar (overleden 2008)
- 1926 - Lily Carlstedt, Deens atlete (overleden 2005)
- 1926 - Shimon Tzabar, Israëlisch-Brits militair, columnist, journalist, dichter, (kinderboeken)schrijver, publicist, kunstschilder en paddenstoelendeskundige (overleden 2007)
- 1927 - Jan Snoeck, Nederlands beeldhouwer (overleden 2018)
- 1928 - Jelizaveta Dementjeva, Sovjet-Russisch kanovaarster (overleden 2022)
- 1928 - Anton Huiskes, Nederlands schaatser en schaatscoach (overleden 2008)
- 1928 - Bob McMillen, Amerikaans atleet (overleden 2007)
- 1929 - Patricia Carson, Brits-Belgisch historica en auteur (overleden 2014)
- 1929 - Fernand Geyselings, Belgisch activist en politicus (overleden 2008)
- 1929 - Marcel Mauron, Zwitsers voetballer (overleden 2022)
- 1930 - Jean Tabary, Frans striptekenaar (overleden 2011)
- 1933 - Jef Eygel, Belgisch basketballer (overleden 2005)
- 1933 - Walter Kasper, Duits curiekardinaal
- 1933 - Ad Langebent, Nederlands journalist en televisiepresentator (overleden 1997)
- 1934 - Daniel Kahneman, Israëlisch psycholoog en Nobelprijswinnaar (overleden 2024)
- 1934 - Etienne Knoops, Belgisch politicus
- 1934 - James Sikking, Amerikaans acteur (overleden 2024)
- 1934 - Nicholas Smith, Brits acteur (overleden 2015)
- 1935 - Letizia Battaglia, Italiaans journaliste en fotografe (overleden 2022)
- 1936 - Canaan Banana, Zimbabwaans politicus (overleden 2003)
- 1936 - Dean Stockwell, Amerikaans acteur (overleden 2021)
- 1937 - André Damseaux, Waals-Belgisch politicus, journalist en ondernemer (overleden 2007)
- 1937 - Carol Sloane, Amerikaans jazzzangeres (overleden 2023)
- 1938 - Lynn Margulis, Amerikaans biologe (overleden 2011)
- 1938 - Gerrit Pesman, Nederlands voetballer en voetbaltrainer (overleden 2024)
- 1939 - Judy Grinham, Brits zwemster
- 1939 - Pierre Wynants, Belgisch chef-kok
- 1940 - Hans Kemna, Nederlands casting-director (overleden 2024)
- 1940 - Graham McRae, Nieuw-Zeelands autocoureur (overleden 2021)
- 1940 - Josef Piontek, Duits voetballer en trainer
- 1941 - Hollis Liverpool, Trinidadiaans calypsozanger
- 1941 - Bert Jacobs, Nederlands voetballer en voetbalcoach (overleden 1999)
- 1942 - Erika Pauwels, Belgisch sopraan
- 1942 - Harm Pinkster, Nederlands latinist en hoogleraar (overleden 2021)
- 1943 - Lucio Battisti, Italiaans singer-songwriter (overleden 1998)
- 1943 - Hans Blokland, Nederlands ambtenaar en politicus
- 1943 - Frank Forberger, Oost-Duits roeier (overleden 1998)
- 1944 - Élisabeth Badinter, Frans feministe en filosofe
- 1944 - Georges Chappe, Frans wielrenner
- 1944 - Frank Rühle, Oost-Duits roeier
- 1945 - Randy Matson, Amerikaans atleet
- 1945 - Erwin Vandendaele, Belgisch voetballer
- 1945 - Hans Venneker, Nederlands voetballer
- 1946 - Murray Head, Brits acteur en zanger
- 1946 - Robert Christiaan Noortman, Nederlands kunsthandelaar (overleden 2007)
- 1946 - Koos van Zomeren, Nederlands schrijver
- 1947 - Clodagh Rodgers, Brits zangeres (overleden 2025)
- 1948 - Jan van Beveren, Nederlands voetbaldoelman (overleden 2011)
- 1948 - Eddy Grant, Brits zanger
- 1948 - Richard Hickox, Engels dirigent (overleden 2008)
- 1948 - Getty Kaspers, Nederlands zangeres
- 1948 - Jacques Kloes, Nederlands zanger (overleden 2015)
- 1948 - Elaine Paige, Brits zangeres en actrice
- 1949 - Anatoly Vaisser, Frans schaker
- 1950 - Fritz Reitmaier, Duits motorcoureur
- 1952 - Alicia Bárcena, Mexicaans bioloog en politicus
- 1952 - Alan Clark, Brits keyboardspeler
- 1952 - Geert Dales, Nederlands politicus
- 1953 - Llorenç Serra Ferrer, Spaans voetbalcoach
- 1953 - Tom Russell, Amerikaans singer/songwriter
- 1954 - João Lourenço, Angolees politicus; president sinds 2017
- 1954 - Antti Muurinen, Fins voetballer en voetbalcoach
- 1956 - Teena Marie, Amerikaans zangeres (overleden 2010)
- 1958 - Jean-Claude Bagot, Frans wielrenner
- 1958 - Volodymyr Bezsonov, Oekraïens voetballer en trainer
- 1958 - Andy Gibb, Brits-Australisch zanger (overleden 1988)
- 1960 - Ihar Hoerinovitsj, Sovjet-Wit-Russisch voetballer
- 1961 - Michael Ross, Noord-Iers voetbalscheidsrechter
- 1962 - Amina Annabi, Tunesisch zangeres en actrice
- 1962 - Han Olff, Nederlands hoogleraar ecologie
- 1963 - Lotta Engberg, Zweeds zangeres
- 1963 - Joel Osteen, Amerikaans schrijver, evangelist
- 1964 - Gerald Vanenburg, Nederlands voetballer
- 1966 - Mario De Clercq, Belgisch veldrijder
- 1966 - Patrick French, Brits schrijver (overleden 2023)
- 1966 - Paul Ritter, Brits acteur (overleden 2021)
- 1967 - Alex Malachenko, Belgisch kogelslingeraar
- 1968 - Gordon Bajnai, Hongaars eerste minister
- 1968 - Frank Verlaat, Nederlands voetballer
- 1969 - Tom Dehaene, Belgisch politicus
- 1970 - Joe Brincat, Maltees voetballer
- 1970 - John Frusciante, Amerikaans gitarist
- 1971 - Robert Leroy, Nederlands zanger
- 1971 - Yuri Lowenthal, Amerikaans stemacteur
- 1971 - Karina Masotta, Argentijns hockeyster
- 1971 - Filip Meirhaeghe, Belgisch mountainbiker
- 1972 - Lloyd van Dams, Surinaams-Nederlands thaibokser en K1-vechter (overleden 2021)
- 1972 - Mikael Kyneb, Deens wielrenner
- 1972 - Mensur Suljović, Oostenrijks darter
- 1973 - Yannis Anastasiou, Grieks voetballer
- 1973 - Juan Esnáider, Argentijns voetballer
- 1973 - Mika Laitinen, Fins schansspringer
- 1973 - Nicole Pratt, Australisch tennisster
- 1974 - Megan Hall, Australisch triatlete
- 1974 - Eva Mendes, Amerikaans actrice
- 1974 - Barbara Schöneberger, Duits actrice, presentatrice en zangeres
- 1975 - Louis Attrill, Brits roeier
- 1975 - Jolene Blalock, Amerikaans actrice en fotomodel
- 1975 - Delloreen Ennis-London, Jamaicaans atlete
- 1975 - Anthony Gobert, Australisch motorcoureur (overleden 2024)
- 1975 - Sergej Ivanov, Russisch wielrenner
- 1975 - Mohamed Khaldi, Algerijns atleet
- 1976 - Chiwoniso Maraire, Zimbabwaans zangeres
- 1976 - Seamus McGrath, Canadees mountainbiker
- 1977 - Ronnie Pander, Nederlands voetballer
- 1978 - Stéphane Martine, Frans voetballer
- 1979 - Philip Giebler, Amerikaans autocoureur
- 1979 - Riki Lindhome, Amerikaans actrice
- 1979 - Anwar Moore, Amerikaans atleet
- 1979 - Roxane, Belgisch zangeres
- 1980 - Peter Van Rompuy, Belgisch politicus
- 1981 - Christian Knees, Duits wielrenner
- 1981 - Ryan Trebon, Amerikaans veldrijder
- 1983 - Pasarit Promsombat, Thais autocoureur
- 1983 - Bram Verbist, Belgisch voetballer
- 1984 - Dorothea Brandt, Duits zwemster
- 1984 - Guillaume Hoarau, Frans voetballer
- 1985 - Mesfin Adimasu, Ethiopisch atleet
- 1986 - Mika Newton, Oekraïens zangeres
- 1986 - Carlos Quintero, Colombiaans wielrenner
- 1987 - Chloé Henry, Belgisch atlete
- 1987 - Liang Wenbo, Chinees snookerspeler
- 1987 - Anna Tsjakvetadze, Russisch tennisster
- 1988 - Evans Kiplagat Barkowet, Keniaans/Azerbeidzjaans atleet
- 1988 - Karl Schulze, Duits roeier
- 1989 - Victor Muffat-Jeandet, Frans alpineskiër
- 1989 - Sterling Knight, Amerikaans acteur
- 1990 - Katrin Ofner, Oostenrijks freestyleskiester
- 1991 - Michael Hayböck, Oostenrijks schansspringer
- 1991 - Axel Jungk, Duits skeletonracer
- 1991 - Ramiro Funes Mori, Argentijns voetballer
- 1992 - Tina Hermann, Duits skeletonracer
- 1992 - Ricardo Samoender, Nederlands voetballer
- 1993 - Tristan Lamasine, Frans tennisser
- 1993 - Harry Maguire, Engels voetballer
- 1994 - Kimberley Efonye, Belgisch atlete
- 1994 - Chantal van Landeghem, Canadees zwemster
- 1994 - Aislinn Paul, Canadees actrice
- 1996 - Franco Acosta, Uruguayaans voetballer (overleden 2021)
- 1996 - Kyle Kaiser, Amerikaans autocoureur
- 1998 - Yusra Mardini, Syrisch zwemster
- 1999 - Martijn Kaars, Nederlands voetballer
- 1999 - Madison Beer, Amerikaans zangeres
- 2000 - Elvira Herzog, Zwitsers voetbalster
- 2000 - Robert Megennis, Amerikaans autocoureur
- 2000 - Reiky de Valk, Nederlands acteur (overleden 2023)
- 2001 - Loyce Speelman, Nederlands voetbalster
- 2002 - Nolan Allaer, Amerikaans autocoureur
- 2003 - Alena Bienz, Zwitsers voetbalster
- 2003 - Riola Xhemaili, Zwitsers voetbalster
- 2006 - Emelía Óskarsdóttir, IJslands voetbalster
- 2007 - Roman Griffin Davis, Brits acteur

## Overleden
- 254 - Lucius I (?), paus 253-254

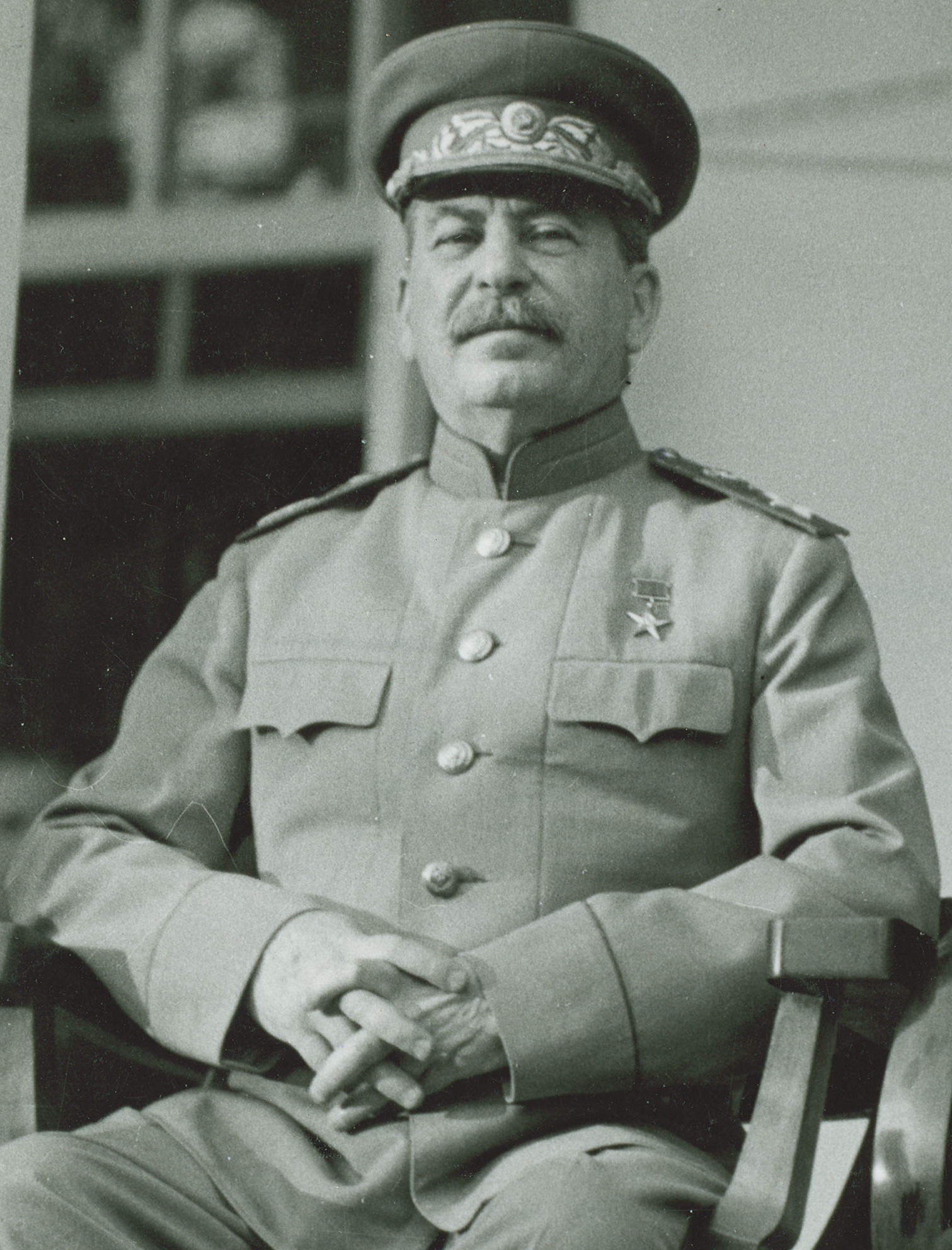
Jozef Stalin
overleden in 1953

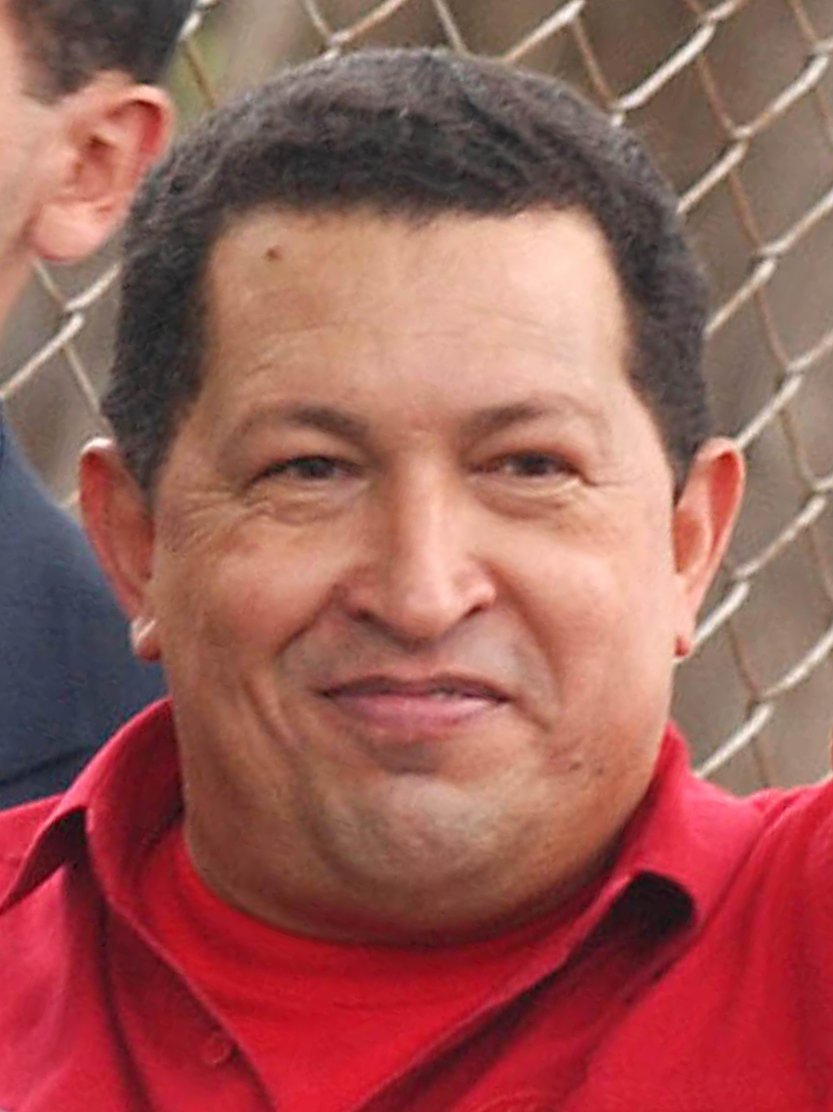
Hugo Chávez
overleden in 2013

- 1094 - Judith van Vlaanderen (66), eerste gravin van Vlaanderen
- 1584 - Filips V van Waldeck-Landau (~64), Duits graaf en kanunnik
- 1625 - Jacobus I (58), koning van Engeland en Schotland
- 1797 - John Gabriël Stedman (52), Schots-Nederlands soldaat en schrijver
- 1815 - Franz Anton Mesmer (80), Duits astronoom en arts
- 1827 - Pierre-Simon Laplace (77), Frans wiskundige
- 1827 - Alessandro Volta (82), Italiaans natuurkundige
- 1829 - John Adams (63), Brits muiter
- 1875 - Hermann Friedrich Kohlbrugge (71), Nederlands gereformeerd theoloog
- 1882 - Coos Cremers (75), Nederlands advocaat, notaris en politicus
- 1883 - Carel August Nairac (67), Nederlands bestuurder
- 1895 - Nikolaj Leskov (64), Russisch schrijver
- 1895 - Henry Rawlinson (84), Brits archeoloog
- 1896 - Pierre Guillaume Jean van der Schrieck (83), Nederlands politicus en militair
- 1931 - Willem de Veer (73), Nederlands beroepsmilitair
- 1932 - Peder Kolstad (53), Noors politicus
- 1944 - Rudolf Harbig (30), Duits atleet
- 1945 - Emilie Speth (55), Belgisch politica
- 1953 - Herman J. Mankiewicz (55), Amerikaans filmschrijver
- 1953 - Sergej Prokofjev (61), Russisch componist
- 1953 - Jozef Stalin (74), Sovjet-dictator
- 1961 - Kjeld Abell (59), Deens schrijver
- 1963 - Patsy Cline (30), Amerikaans countryzangeres
- 1966 - Anna Achmatova (76), Russisch dichteres
- 1974 - William Kinnear (93), Brits roeier
- 1977 - Tom Pryce (27), Welsh autocoureur
- 1980 - Winifred Wagner (82), Duits schoondochter van Richard Wagner en directrice Bayreuther Festspiele
- 1981 - Yip Harburg (84), Amerikaans songwriter
- 1982 - John Belushi (33), Amerikaans acteur
- 1984 - Tito Gobbi (68), Italiaans bariton
- 1984 - William Powell (91), Amerikaans acteur
- 1986 - Ljoedmila Roedenko (81), Russisch schaakster
- 1990 - Edmund Conen (75), Duits voetballer en trainer
- 1990 - Gary Merrill (74), Amerikaans acteur
- 1991 - August De Schryver (92), Belgisch politicus
- 1995 - Gregg Hansford (42), Australisch motor- en autocoureur
- 1999 - Walter Diggelmann, (84), Zwitsers wielrenner
- 2000 - Lolo Ferrari (37), Frans danseres en (porno)actrice
- 2001 - Sigurd Cochius (84), Nederlands muzikant
- 2001 - Frans De Mulder (63), Belgisch wielrenner
- 2001 - Aad van Dulst (71), Nederlands politicus
- 2001 - Evrard de Limburg Stirum (73), Belgisch burgemeester
- 2001 - Harry Paape (75), Nederlands historicus
- 2005 - Ernie de Vos (63), Nederlands-Canadees autocoureur
- 2006 - Milan Babić (50), Kroatisch-Servisch politicus en oorlogsmisdadiger
- 2006 - Roman Ogaza (53), Pools voetballer
- 2007 - Peronne Boddaert (37), Nederlands predikante
- 2007 - Yvan Delporte (79), Belgisch stripscenarist
- 2007 - Ivo Lorscheiter (79), Braziliaans rooms-katholieke aartsbisschop
- 2008 - Ben Smits (78), Nederlands pianist en muziekpedagoog
- 2012 - Robert Sherman (86), Amerikaans componist
- 2013 - Paul Bearer (58), Amerikaans worstelaar
- 2013 - Hugo Chávez (58), Venezolaans president
- 2013 - Duane Gish (92), Amerikaans biochemicus
- 2014 - Scott Kalvert (49), Amerikaans filmregisseur
- 2015 - Edward Egan (82), Amerikaans kardinaal
- 2015 - Jim McCann (70), Iers gitarist en zanger
- 2016 - Hassan Abdallah al-Turabi (84), Soedanees politicus
- 2016 - Nikolaus Harnoncourt (86), Oostenrijks dirigent
- 2016 - Ray Tomlinson (74), Amerikaans bedenker van de e-mail
- 2018 - Trevor Baylis (80), Brits uitvinder, zwemmer en stuntman
- 2018 - Tomas Aguon Camacho (84), Mariaans bisschop
- 2018 - Paul Magriel (71), Amerikaans poker- en backgammonspeler
- 2018 - Marcela Lombardo Otero (91), Mexicaans politica
- 2018 - Hayden White (89), Amerikaans historicus en literatuurcriticus
- 2020 - Levan Mosesjvili (79), Russisch basketballer
- 2021 - Lily de Vos (96), Nederlands zangeres
- 2022 - John H de Bye (79), Surinaams medicus en schrijver
- 2022 - Agostino Cacciavillan (95), Italiaans kardinaal
- 2022 - Antonio Martino (79), Italiaans politicus
- 2022 - Kees Schaepman (75), Nederlands journalist
- 2022 - Miquel Strubell i Trueta (72), Spaans sociolingüist en hoogleraar
- 2023 - Klaus-Michael Bonsack (81), Duits rodelaar
- 2023 - Per Chr. Frost (68), Deens bassist, muziekproducent en gitarist
- 2023 - Kenneth Montgomery (79), Brits dirigent
- 2023 - Gary Rossington (71), Amerikaans gitarist
- 2024 - Luc Boyer (88), Nederlands mimespeler
- 2024 - Vadym Hladoen (86), Oekraïens basketbalspeler
- 2025 - Pamela Bach (Pamela Ann Weissenbach) (61), Amerikaans actrice
- 2025 - Sandra Harding (89), Amerikaans filosofe
- 2025 - Friso Meeter (89), Nederlands advocaat-curator en politicus
- 2025 - Pavel Staněk (97), Tsjechisch componist en dirigent
- 2025 - Alex Wilequet (96), Belgisch acteur

## Viering/herdenking
- Cornwall - St. Pirans Dag (Nationale feestdag)
- Zaragoza - "Cincomarzada", viering van de overwinning van de bevolking op de Carlisten in 1838.
- Rooms-Katholieke kalender:
  - Heilige Olivia (van Brescia) († 138)
  - Heilige Paus Lucius I († 254)
  - Heilige Johannes Joseph van het Kruis († 1734)
  - Heilige Theofiel (van Caesarea) († 195)
  - Heilige Adriaan (van Cesarea) († 308)
  - Heilige Carthach de Oude († c. 540)
  - Heilige Géran (Jelan, Kieran) († 6e eeuw)
  - Heilige Gerasimus van Palestina († 475)
  - Zalige Dietmar van Minden († 1206)

## Weerextremen

### Nederland
| | Officiële records | Officiële records | Officiële records |      | Landelijke records  | Landelijke records | Landelijke records                                                                    |
| Gebeurtenis | Jaar              | Extreem           | Locatie           | Jaar | Extreem             | Locatie            |                                                                                       |
| --- | ----------------- | ----------------- | ----------------- | ---- | ------------------- | ------------------ | ------------------------------------------------------------------------------------- |
| Laagste etmaalgemiddelde temperatuur (°C) | 1971              | −6,2              | De Bilt           |      | 1971                | −8,5               | Deelen                                                                                |
| Hoogste etmaalgemiddelde temperatuur (°C) | 2003              | 10,7              | De Bilt           |      | 1989                | 11,7               | Rotterdam                                                                             |
| Laagste minimumtemperatuur (°C) | 1971              | −13,9             | De Bilt           |      | 1971                | −17,0              | Deelen                                                                                |
| Hoogste minimumtemperatuur (°C) | 2003              | 8,4               | De Bilt           |      | 2003                | 9,4                | Wijk aan Zee                                                                          |
| Laagste maximumtemperatuur (°C) | 1971              | −2,3              | De Bilt           |      | 1971                | −5,3               | Maastricht                                                                            |
| Hoogste maximumtemperatuur (°C) | 2013              | 15,9              | De Bilt           |      | 2013                | 18,0               | Gilze-Rijen                                                                           |
| Hoogste uurgemiddelde windsnelheid (m/s) | 1912              | 17,0              | De Bilt           |      | 1912                | 24,7               | Vlissingen                                                                            |
| Hoogste windstoot (m/s) | 1998              | 23,0              | De Bilt           |      | 1998                | 30,0               | Hoek van Holland, Rotterdam Geulhaven                                                 |
| Langste zonneschijnduur (uur) | 1976              | 10,2              | De Bilt           |      | 1976 2013 2021 2022 | 10,3               | De Kooy Lelystad Arcen, Deelen, Herwijnen, Volkel, Wilhelminadorp Stavoren, Westdorpe |
| Langste neerslagduur (uur) | 2020              | 10,0              | De Bilt           |      | 1962                | 19,6               | Maastricht                                                                            |
| Hoogste etmaalsom van de neerslag (mm) | 1998              | 15,9              | De Bilt           |      | 2020                | 24,8               | Wilhelminadorp                                                                        |
| Laagste etmaalgemiddelde relatieve vochtigheid (%) | 1931              | 49                | De Bilt           |      | 1931                | 49                 | De Bilt                                                                               |
| Laagste uurwaarde luchtdruk op zeeniveau (hPa) | 1954              | 983,4             | De Bilt           |      | 1954                | 981,8              | De Kooy                                                                               |
| Hoogste uurwaarde luchtdruk op zeeniveau (hPa) | 1938              | 1040,4            | De Bilt           |      | 1938                | 1041,6             | Maastricht                                                                            |
| Officiële records worden altijd gemeten op het KNMI-weerstation in De Bilt. Landelijke records kunnen worden gemeten op elk officieel KNMI-weerstation in Nederland. |                   |                   |                   |      |                     |                    |                                                                                       |

Uitzonderlijke gebeurtenissen
- 1928 - Eerste landelijke zachte dag van het jaar gemeten in Maastricht (maximumtemperatuur ≥ 15 °C op een officieel weerstation)
- 1948 - Eerste landelijke zachte dag van het jaar gemeten in Maastricht (maximumtemperatuur ≥ 15 °C op een officieel weerstation)
- 1989 - Eerste landelijke zachte dag van het jaar gemeten in Eindhoven, Gilze-Rijen, Rotterdam, Schiphol, Soesterberg en Valkenburg ZH (maximumtemperatuur ≥ 15 °C op een officieel weerstation)
- 1994 - Eerste landelijke zachte dag van het jaar gemeten in Maastricht (maximumtemperatuur ≥ 15 °C op een officieel weerstation)
- 2013 - Eerste officiële zachte dag van het jaar (maximumtemperatuur ≥ 15 °C in De Bilt)
- 2013 - Eerste landelijke zachte dag van het jaar gemeten in Berkhout, Cabauw, De Bilt, De Kooy, Deelen, Eelde, Eindhoven, Ell, Gilze-Rijen, Heino, Herwijnen, Hoek van Holland, Hoogeveen, Hupsel, Leeuwarden, Lelystad, Maastricht, Marknesse, Nieuw Beerta, Rotterdam, Twenthe, Schiphol, Valkenburg ZH, Volkel, Westdorpe, Wijk aan Zee, Wilhelminadorp en Woensdrecht (maximumtemperatuur ≥ 15 °C op een officieel weerstation)

### België
Dagrecords
- 1845 - Laagste etmaalgemiddelde temperatuur −7,4 °C
- 1920 - Hoogste etmaalgemiddelde temperatuur 12,3 °C
- 1845 - Laagste minimumtemperatuur −9,1 °C
- 2013 - Hoogste maximumtemperatuur 17,5 °C[20]
- 1959 - Hoogste etmaalsom van de neerslag 19,8 mm

Uitzonderlijke gebeurtenissen
- 1948 - Maximumtemperatuur tot 18,1 °C in Ukkel en 21,4 °C in Rochefort.
- 1963 - 25 december 1962 tot 5 maart 1963, d.w.z. gedurende 71 opeenvolgende dagen, sneeuw op bodem in Ukkel.
- 1971 - Minimumtemperatuur: −19,6 °C in Rochefort.

<< · 1 · 2 · 3 · 4 · 5 · 6 · 7 · 8 · 9 · 10 · 11 · 12 · 13 · 14 · 15 · 16 · 17 · 18 · 19 · 20 · 21 · 22 · 23 · 24 · 25 · 26 · 27 · 28 · 29 · 30 · 31 · >>